# Рибани
Рибани (слч. Rybany) насељено је мјесто са административним статусом сеоске општине (слч. obec) у округу Бановце на Бебрави, у Тренчинском крају, Словачка Република.

## Становништво
| Година:    | 1994. | 2004.   | 2014.   | 2024.   |
| ---------- | ----- | ------- | ------- | ------- |
| Број људи: | 1495  | 1487    | 1446    | 1489    |
| Разлика:   |       | -0,53 % | -2,75 % | +2,97 % |

| Година:    | 2023. | 2024.   |
| ---------- | ----- | ------- |
| Број људи: | 1517  | 1489    |
| Разлика:   |       | -1,84 % |

Према подацима о броју становника из 2011. године насеље је имало 1.447 становника.